# Tarradelles de Dalt i Tarradelles de Baix
Tarradelles de Dalt i Tarradelles de Baix és un conjunt de masies de Sora (Osona) que forma part de l'Inventari del Patrimoni Arquitectònic de Catalunya.

## Descripció
Situades en unes feixes a la riba esquerra de la riera de Sora. El tipus de construcció de les dues masies és molt similar amb material pobre i sense elements artístics importants. Les teulades són a dues vessants.
Tarradelles de Dalt, més ben conservada, té com a característica una escala de pedra per accedir a l'entrada i una gran llinda en un portal tapiat datat l'any 1807. L'edificació molt austera ha estat modificada en diferents èpoques. Tarradelles de Baix, més enrunada, té una cabana i una antiga era. A la façana esquerra hi ha un pou cisterna. Està encerclada per un petit mur de llosa amb algunes pedres.

## Història
L'estat d'aquestes dues masies no desmereix però una rica història, ja centenària. Efectivament, en aquest indret hi hagué una gran propietat ja citada al segle x, amb motiu de la consagració de l'església de Sora, el 3 de maig de l'any 960 a petició de Raulo, abadessa de Sant Joan.
Terradelles de Munt absorbiria posteriorment el mas de la Vinyola, Terradelles de baix i el mas de la Vila Subirana.
Posteriorment deshabitades hi visqué gent fins al 1960.